# Mẫn Hàng
Mẫn Hàng (tiếng Trung: 闵行区, Hán Việt: Mẫn Hàng khu) là một quận của thành phố trực thuộc trung ương Thượng Hải, Cộng hòa Nhân dân Trung Hoa. Đây là một quận ven nội của Thượng Hải. Quận này có diện tích 371,68 km2, dân số năm theo điều tra dân số năm 2000 là 1.217.300 người.